# Daruma Magazine
Daruma Magazine est un ancien magazine trimestriel de langue anglaise publié à Amagasaki au Japon et consacré à l'art et aux antiquités japonaises. 70 numéros ont été publiés entre 1993 et 2011, édités par Takeguchi Momoko, avec pour rédacteur en chef Alistair Seton. En plus des articles principaux, chaque numéro contenait quelques courts articles sur les haïkus, la gravure sur bois japonaise et l'ikebana.